# Deutsche Bank Park

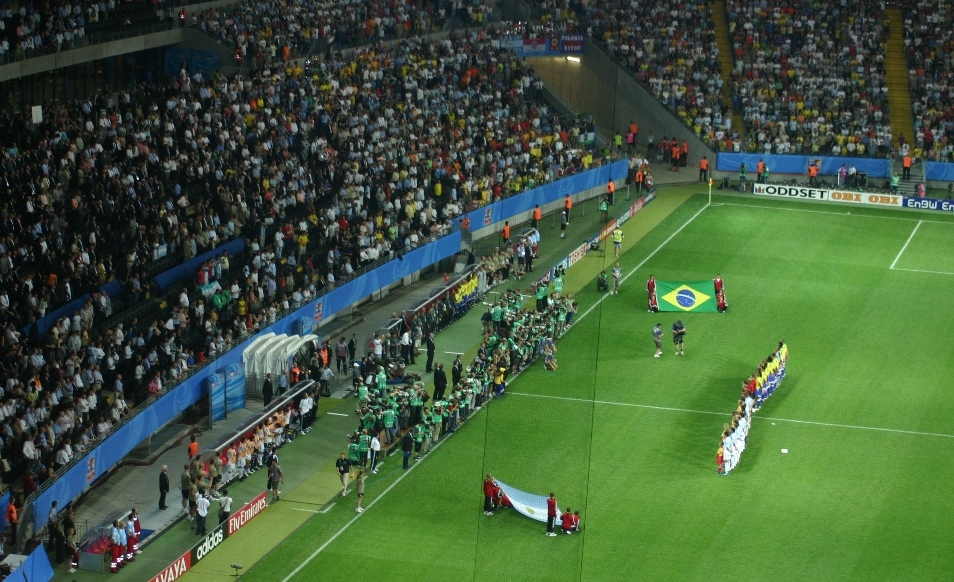
Finalen i Fifa Confederations Cup 2005 i arenan.

Deutsche Bank Park, tidigare kallad Waldstadion och Commerzbank-Arena, är en fotbollsarena i Frankfurt am Main i Tyskland.
Deutsche Bank Park är hemmaarena för Eintracht Frankfurt. Arenan totalrenoverades inför VM i fotboll för herrar 2006 och bytte den 1 juli 2005 namn till Commerzbank-Arena. 2020 bytte den namn till Deutsche Bank Park. Arenan kallas dock fortfarande för Waldstadion av Eintrachts fans.
Arenan har en publikkapacitet på strax över 50 000 åskådare.

## Evenemang
- VM i fotboll för herrar 1974
- Finalen i Uefacupen 1980
- EM i fotboll för herrar 1988
- Finalen i Uefa Women's Cup 2002
- Fifa Confederations Cup 2005
- VM i fotboll för herrar 2006
- Finalen i Uefa Women's Cup 2008
- VM i fotboll för damer 2011
- EM i fotboll för herrar 2024